# Replay (Zendaya)
Replay è il primo singolo estratto dall'album Zendaya dell'omonima cantante statunitense, pubblicato nel 2013.

## Tracce
Testi e musiche di Mick Schultz, Tiffany Red, Paul Phamous, Zendaya Coleman.
1. Replay – 3:29

## Classifiche

### Classifiche settimanali
| Classifica (2013-14) | Posizione massima |
| -------------------- | ----------------- |
| Australia            | 8                 |
| Canada               | 83                |
| Nuova Zelanda        | 18                |
| Stati Uniti          | 40                |

### Classifiche di fine anno
| Classifica (2014) | Posizione |
| ----------------- | --------- |
| Australia         | 96        |